# Naczynko wagowe
Naczynko wagowe – sprzęt laboratoryjny służący do dokładnego odważania substancji stałych.
Większość naczynek wagowych jest wykonywana z cienkiego i kruchego szkła, choć czasami są one także wykonywane z materiałów ceramicznych lub tworzyw sztucznych.

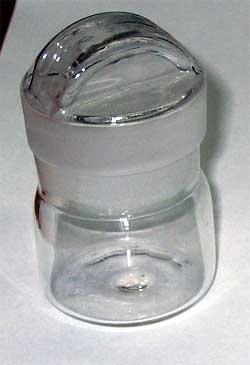
Naczynko wagowe ze szlifowaną pokrywką

Naczynka wagowe miewają wiele różnych kształtów. Trzy najbardziej popularne to:
- naczynko w kształcie małego, dość płaskiego kubka szklanego ze szlifem płaskim, które jest zaopatrzone w szlifowaną pokrywkę. W naczynku tym odważa się zwykle substancje higroskopijne lub rozkładające się pod wpływem wilgoci lub w kontakcie z powietrzem. Procedurę odważania przeprowadza się w atmosferze azotu, po czym przenosi się zamknięte naczynko z odważoną substancją i jak najszybciej opróżnia je wsypując jednym, szybkim ruchem jego zawartość do kolby reakcyjnej lub miarowej.
- naczynko w kształcie łódki - jest to płaskie podłużne, płaskodenne naczynko, w którym łatwo jest odważyć substancję, a następnie przenieść ją do kolby za pomocą lejka do proszków.
- naczynko w kształcie bucika - jest to też płaskie, podłużne, płaskodenne naczynko, ale z jednej strony jest zakończone dość długą szyjką, która służy do przesypywania substancji stałej bez użycia lejka.